# 加文·胡德
加文·胡德（英語：Gavin Hood，1963年5月12日—）是一位南非男导演、编剧、制片人和演员，以编剧和导演的奥斯卡最佳外语片《黑帮暴徒》（2005年）而知名。他是20世纪福克斯电影《X战警前传：金刚狼》的导演。胡德出生在。他曾就读于圣Stithians学院和威特沃特斯兰德大学，在那里他学习了法律，并在美国洛杉矶加州大学学习了电影。其执导的首部剧情片為《祖魯邪靈》。

## 作品列表
- 1999：《祖魯邪靈》（A Reasonable Man）－演員，監製，編劇，導演
- 2001：《沙漠狂野（英语：In Desert and Wilderness (2001 film)）》（In Desert and Wilderness）－編劇，導演
- 2005：《黑幫暴徒》（Tsotsi）－編劇，導演
- 2007：《關鍵危機（英语：Rendition (film)）》（Rendition）－導演
- 2009：《X戰警：金鋼狼》（X-Men Origins: Wolverine）－導演
- 2013：《戰爭遊戲》（Ender's Game）－編劇，導演
- 2015：《天眼行動》（Eye in the Sky）－演員，導演
- 2019：《官方機密》（Official Secrets）－編劇，導演